# Baseball na letniej uniwersjadzie
Baseball na letniej uniwersjadzie – zawody w baseball’u na letnich uniwersjadach. Baseball na zadebiutował na Letniej Uniwersjadzie 1993 w amerykańskim mieście Buffalo. W 2015, po dwudziestu latach nieobecności powrócił do programu letniej uniwersjady. 

## Medaliści w baseball’u
| Rok  |                           |                   |                  | Gospodarz uniwersjady |
| ---- | ------------------------- | ----------------- | ---------------- | --------------------- |
| 1993 | Kuba                      | Korea Południowa  | Kanada           | Buffalo               |
| 1995 | Kuba                      | Korea Południowa  | Japonia          | Fukuoka               |
| 2015 | Japonia / Chińskie Tajpej | —                 | Korea Południowa | Gwangju               |
| 2017 | Japonia                   | Stany Zjednoczone | Korea Południowa | Tajpej                |

### Tabela medalowa
| Poz. | Państwo           |   |   |   | Łącznie |
| ---- | ----------------- | - | - | - | ------- |
| 1    | Japonia           | 2 | 0 | 1 | 3       |
| 2    | Kuba              | 2 | 0 | 0 | 2       |
| 3    | Chińskie Tajpej   | 1 | 0 | 0 | 1       |
| 4    | Korea Południowa  | 0 | 2 | 2 | 4       |
| 5    | Stany Zjednoczone | 0 | 1 | 0 | 1       |
| 6    | Kanada            | 0 | 0 | 1 | 1       |